# Nông Cống (huyện)
Nông Cống là một huyện đồng bằng cũ nằm ở phía nam tỉnh Thanh Hóa, Việt Nam.

## Địa lý
Huyện Nông Cống nằm ở phía đông nam tỉnh Thanh Hóa, có vị trí địa lý:
- Phía bắc giáp huyện Triệu Sơn và thành phố Thanh Hóa
- Phía nam giáp thị xã Nghi Sơn
- Phía tây giáp huyện Như Thanh
- Phía đông giáp huyện Quảng Xương.

Huyện Nông Cống có diện tích tự nhiên 284,91 km², dân số năm 2022 là 210,002 người, mật độ dân số đạt 737 người/km². Dân số năm 2019 là 182.801 người, mật độ dân số đạt 642 người/km².
Địa hình huyện chủ yếu là đồng bằng, vùng đồi chiếm 37% diện tích. Sông Yên (sông Chuối), sông Lãng Giang chảy qua địa bàn huyện.
Huyện Nông Cống có quốc lộ 45, tỉnh lộ 505, tỉnh lộ 506, đường sắt Thống Nhất, đường cao tốc Mai Sơn – Quốc lộ 45 và đường cao tốc Quốc lộ 45 – Nghi Sơn đi qua.

## Lịch sử
Sau năm 1945, bỏ cấp phủ và gọi chung là huyện. Huyện Nông Cống khi đó có 15 xã: An Nông, Công Chính, Đồng Tiến, Hoàng Sơn, Hợp Tiến, Khuyến Nông, Minh Khôi, Minh Nông, Tân Ninh, Tân Phúc, Tế Lợi, Thăng Bình, Trung Chính, Tứ Dân và Vạn Thiện.
Năm 1954, phân chia 15 đơn vị hành chính cấp xã của huyện Nông Cống, cụ thể như sau:
- Chia xã Hợp Tiến thành 4 xã: Hợp Thành, Hợp Thắng, Hợp Tiến và Hợp Lý.
- Chia xã Tứ Dân thành 3 xã: Dân Quyền, Dân Lực và Dân Lý.
- Chia xã Minh Nông thành 3 xã: Minh Sơn, Minh Dân, Minh Châu.
- Chia xã An Nông thành 3 xã: An Nông, Vân Sơn và Nông Trường.
- Chia xã Khuyến Nông thành 2 xã: Tiến Nông và Khuyến Nông.
- Chia xã Đồng Tiến thành 3 xã: Đồng Thắng, Đồng Lợi và Đồng Tiến.
- Chia xã Tân Phúc thành 3 xã: Tân Phúc, Tân Thọ và Tân Khang.
- Chia xã Tân Ninh thành 2 xã: Tân Ninh và Thái Hòa.
- Chia xã Trung Chính thành 3 xã: Trung Chính, Trung Thành và Trung Ý.
- Chia xã Tế Lợi thành 4 xã: Tế Nông, Tế Lợi, Tế Thắng và Tế Tân.
- Chia xã Hoàng Sơn thành 2 xã: Hoàng Giang và Hoàng Sơn.
- Chia xã Minh Khôi thành 3 xã: Minh Khôi, Minh Thọ và Minh Nghĩa.
- Chia xã Vạn Thiện thành 3 xã: Vạn Hòa, Vạn Thiện và Vạn Thắng.
- Chia xã Công Chính thành 3 xã: Công Liêm, Công Chính và Công Bình.
- Chia xã Thăng Bình thành 3 xã: Thăng Bình, Thăng Thọ và Thăng Long.

Từ đó, huyện Nông Cống có 44 xã: An Nông, Công Bình, Công Chính, Công Liêm, Dân Lực, Dân Lý, Dân Quyền, Đồng Lợi, Đồng Thắng, Đồng Tiến, Hoàng Giang, Hoàng Sơn, Hợp Lý, Hợp Thắng, Hợp Thành, Hợp Tiến, Khuyến Nông, Minh Châu, Minh Dân, Minh Khôi, Minh Nghĩa, Minh Sơn, Minh Thọ, Nông Trường, Tân Khang, Tân Ninh, Tân Phúc, Tân Thọ, Tế Lợi, Tế Nông, Tế Tân, Tế Thắng, Thái Hòa, Thăng Bình, Thăng Long, Thăng Thọ, Tiến Nông, Trung Chính, Trung Thành, Trung Ý, Vạn Hòa, Vân Sơn, Vạn Thắng và Vạn Thiện.
Ngày 16 tháng 12 năm 1964, tách 20 xã: Hợp Tiến, Hợp Thắng, Hợp Lý, Hợp Thành, Minh Châu, Minh Dân, Minh Sơn, Dân Lý, Dân Lực, Dân Quyền, An Nông, Vân Sơn, Nông Trường, Tiến Nông, Khuyến Nông, Thái Hòa, Tân Ninh, Đồng Tiến, Đồng Thắng và Đồng Lợi để thành lập huyện Triệu Sơn, đồng thời tiếp nhận thêm 7 xã: Trường Giang, Trường Minh, Trường Sơn, Trường Trung, Tượng Lĩnh, Tượng Sơn và Tượng Văn từ huyện Tĩnh Gia.
Huyện Nông Cống còn lại 31 xã: Công Bình, Công Chính, Công Liêm, Hoàng Giang, Hoàng Sơn, Minh Khôi, Minh Nghĩa, Minh Thọ, Tân Khang, Tân Phúc, Tân Thọ, Tế Lợi, Tế Nông, Tế Tân, Tế Thắng, Thăng Bình, Thăng Long, Thăng Thọ, Trung Chính, Trung Thành, Trung Ý, Trường Giang, Trường Minh, Trường Sơn, Trường Trung, Tượng Lĩnh, Tượng Sơn, Tượng Văn, Vạn Hòa, Vạn Thắng và Vạn Thiện.
Ngày 8 tháng 3 năm 1967, thành lập thị trấn nông trường Yên Mỹ.
Ngày 5 tháng 1 năm 1987, Thành lập thị trấn Nông Cống-thị trấn huyện lỵ của huyện Nông Cống trên cơ sở 45,26 ha diện tích tự nhiên với 2.393 nhân khẩu của xã Minh Thọ; 56,44 ha diện tích tự nhiên với 1.372 nhân khẩu của xã Vạn Thiện và 10,27 ha diện tích tự nhiên với 191 nhân khẩu của xã Vạn Hoà. Thị trấn Nông Cống có 111,97 ha diện tích tự nhiên với 3.956 nhân khẩu.
Ngày 9 tháng 1 năm 2004, Chính phủ ban hành Nghị định số 15/2004/NĐ-CP. Theo đó:
- Giải thể thị trấn nông trường Yên Mỹ để thành lập xã Yên Mỹ trên cơ sở 1.325,60 ha diện tích tự nhiên của nông trường Yên Mỹ đang sử dụng thuộc địa giới hành chính của các xã, bao gồm: 1.153,60 ha của xã Công Bình, 172 ha của xã Thanh Tân, 3.157 nhân khẩu của thị trấn nông trường Yên Mỹ và 20 nhân khẩu của xã Công Bình.
- Điều chỉnh số nhân khẩu còn lại của thị trấn Nông Trường Yên Mỹ về các xã như sau: 746 nhân khẩu về xã Công Bình, 733 nhân khẩu về xã Công Chính, 72 nhân khẩu về xã Công Liêm, 295 nhân khẩu về xã Thăng Long, 33 nhân khẩu về xã Tượng Sơn, 216 nhân khẩu về xã Yên Lạc của huyện Như Thanh và 27 nhân khẩu về xã Thanh Tân của huyện Như Thanh.

Ngày 15 tháng 5 năm 2015, sáp nhập toàn bộ diện tích tự nhiên và dân số của xã Minh Thọ với một phần diện tích và dân số của 2 xã: Vạn Thiện và Vạn Hòa vào thị trấn Nông Cống.
Ngày 16 tháng 10 năm 2019, Ủy ban Thường vụ Quốc hội ban hành Nghị quyết số 786/NQ-UBTVQH14 về việc sắp xếp các đơn vị hành chính cấp xã thuộc tỉnh Thanh Hóa (nghị quyết có hiệu lực từ ngày 1 tháng 12 năm 2019). Theo đó:
- Sáp nhập xã Trung Ý vào xã Trung Chính.
- Sáp nhập xã Tế Tân vào xã Tế Nông.
- Sáp nhập xã Công Bình vào xã Yên Mỹ.

Như vậy, đến thời điểm này, huyện Nông Cống có 29 đơn vị hành chính cấp xã, bao gồm 1 thị trấn và 28 xã như hiện nay.

## Hành chính
Huyện Nông Cống có 29 đơn vị hành chính cấp xã trực thuộc, bao gồm thị trấn Nông Cống (huyện lỵ) và 28 xã: Công Chính, Công Liêm, Hoàng Giang, Hoàng Sơn, Minh Khôi, Minh Nghĩa, Tân Khang, Tân Phúc, Tân Thọ, Tế Lợi, Tế Nông, Tế Thắng, Thăng Bình, Thăng Long, Thăng Thọ, Trung Chính, Trung Thành, Trường Giang, Trường Minh, Trường Sơn, Trường Trung, Tượng Lĩnh, Tượng Sơn, Tượng Văn, Vạn Hòa, Vạn Thắng, Vạn Thiện, Yên Mỹ.
| Tên           | Diện tích (km²) | Dân số (người) |
| ------------- | --------------- | -------------- |
| Thị trấn (01) |                 |                |
| Nông Cống     | 11,56           | 15.744         |
| Xã (28)       |                 |                |
| Công Chính    | 13,74           | 8.476          |
| Công Liêm     | 15,60           | 10.889         |
| Hoàng Giang   | 6,22            | 6.158          |
| Hoàng Sơn     | 6,91            | 4.981          |
| Minh Khôi     | 7,76            | 6.411          |
| Minh Nghĩa    | 7,63            | 7.045          |
| Tân Khang     | 10,76           | 5.943          |
| Tân Phúc      | 7,05            | 5.442          |
| Tân Thọ       | 5,06            | 4.948          |
| Tế Lợi        | 10,33           | 6.525          |
| Tế Nông       | 12,46           | 10.310         |
| Tế Thắng      | 9,99            | 6.175          |
| Thăng Bình    | 11,82           | 8.136          |

| Tên          | Diện tích (km²) | Dân số (người) |
| ------------ | --------------- | -------------- |
| Thăng Long   | 15,86           | 14.594         |
| Thăng Thọ    | 7,05            | 5.856          |
| Trung Chính  | 8,09            | 7.954          |
| Trung Thành  | 7,48            | 4.924          |
| Trường Giang | 8,23            | 7.577          |
| Trường Minh  | 7,21            | 4.422          |
| Trường Sơn   | 5,77            | 5.107          |
| Trường Trung | 7,11            | 4.906          |
| Tượng Lĩnh   | 8,61            | 5.033          |
| Tượng Sơn    | 17,02           | 7.147          |
| Tượng Văn    | 7,60            | 5.568          |
| Vạn Hòa      | 8,16            | 6.898          |
| Vạn Thắng    | 9,32            | 8.563          |
| Vạn Thiện    | 6,27            | 5.213          |
| Yên Mỹ       | 24,24           | 9.057          |

## Kinh tế – xã hội
Thời gian qua, huyện Nông Cống đã huy động các nguồn vốn, như: Nguồn vốn cân đối ngân sách địa phương, Chương trình Mục tiêu quốc gia xây dựng nông thôn mới, lồng ghép với các chương trình khác và sự đóng góp của Nhân dân để tập trung đầu tư xây dựng kết cấu hạ tầng ngày càng đồng bộ. Trong đó, huyện đã ưu tiên đầu tư cho các lĩnh vực, như: Giao thông, thủy lợi, điện, hạ tầng nông thôn; đầu tư cho các xã thực hiện chương trình xây dựng nông thôn mới... Nhờ đó, cơ sở hạ tầng toàn huyện, nhất là hạ tầng giao thông, trường học có nhiều thay đổi. Đây là một trong những yếu tố quan trọng để tạo đà phát triển kinh tế - xã hội của huyện.
Trong quá trình thực hiện xây dựng hạ tầng, huyện Nông Cống luôn ưu tiên dành nguồn lực xây dựng hạ tầng giao thông đáp ứng nhiệm vụ phát triển kinh tế. Cùng với kinh phí của Trung ương, của tỉnh và bằng chính nội lực của mình, những năm qua, huyện đã đầu tư nhiều dự án giao thông trọng điểm, từ đó tạo bước đột phá trong thu hút đầu tư, phát triển kinh tế, đẩy nhanh tiến độ CNH, HĐH nông nghiệp, nông thôn. 9 tháng năm 2020, huyện đã huy động được 2.203 tỷ đồng để xây dựng cơ sở hạ tầng và các công trình trọng điểm của huyện gắn với xây dựng đô thị. Theo đó, huyện Nông Cống đã triển khai thực hiện rà soát quy hoạch chung, xây dựng quy hoạch vùng huyện Nông Cống đến năm 2035, tầm nhìn đến năm 2050; hoàn thiện điều chỉnh quy hoạch sử dụng đất đến năm 2020. Đến nay, huyện đã được UBND tỉnh phê duyệt 3 cụm công nghiệp (CCN), đó là: CCN thị trấn Nông Cống, với diện tích 41,6 ha và Công ty TNHH Giầy Kim Việt đầu tư dự án Nhà máy Sản xuất giầy xuất khẩu Kim Việt, với diện tích khoảng 10 ha; CCN Tượng Lĩnh, diện tích khoảng 50 ha; CCN Hoàng Sơn, diện tích khoảng 40 ha và hiện nay đang thực hiện thủ tục chuyển đổi mục đích sử dụng đất để triển khai đầu tư xây dựng các công trình kết cấu hạ tầng kỹ thuật. Ngoài ra, huyện đã thực hiện công bố quy hoạch chung đô thị Trường Sơn đến năm 2025, định hướng sau năm 2025; lập đồ án quy hoạch chung đô thị Cầu Quan; nhiệm vụ quy hoạch chung đô thị Trầu, xã Công Liêm; bổ sung quy hoạch các CCN đến năm 2045 tại các xã: Vạn Thiện, Công Liêm, Trung Chính; lập quy hoạch chi tiết 1/500 các mặt bằng dân cư xây dựng thị trấn Nông Cống; điều chỉnh và lập quy hoạch chi tiết các khu dân cư tại các xã Yên Mỹ và Trường Sơn; quy hoạch khu chăn nuôi bò sữa công nghệ cao tại Yên Mỹ; thực hiện tốt công tác quy hoạch hạ tầng các khu dân cư tại các xã trên địa bàn.
Đi đôi với đó, hệ thống giao thông trên địa bàn huyện tiếp tục được quan tâm đầu tư xây dựng đồng bộ, tạo thuận lợi cho thu hút đầu tư phát triển sản xuất, kinh doanh, đi lại thuận lợi cho Nhân dân. Các dự án lớn được đầu tư xây dựng, như: tuyến đường 506 (Nghi Sơn - Sao Vàng), đường kết nối Nông Cống - Quảng Xương (Minh khôi - Minh Nghĩa - Tế Nông - Quảng Xương)...
Đi đôi với đó, trường học, trạm y tế, nhà văn hóa được huyện chú trọng đầu tư xây dựng. Mạng lưới trường, lớp học được xây dựng khang trang, mở rộng; mạng lưới y tế được đầu tư, phục vụ nhu cầu khám, chữa bệnh của người dân; các công trình nhà văn hóa được nâng cấp, cải tạo, đáp ứng nhu cầu giải trí, nâng cao tinh thần cho Nhân dân.

### Nông nghiệp
Chủ yếu là trồng lúa, khoai, ngô, sắn củ, dong, lạc, vừng, cói, mía.

### Giáo dục
Trên địa bàn huyện Nông Cống hiện có 5 trường trung học phổ thông là:
- Trường THPT Nông Cống 1 (tại thị trấn Nông Cống)
- Trường THPT Nông Cống 2 (tại xã Trung Thành)
- Trường THPT Nông Cống 3 (tại xã Công Liêm)
- Trường THPT Nông Cống 4 (tại xã Trường Sơn)
- Trường THPT Nông Cống - còn gọi là Trường tư thục Ông Nghị (tại xã Trung Chính).

## Danh nhân
- Đỗ Bí - Danh tướng Khởi nghĩa Lam Sơn, khai quốc công thần nhà Hậu Lê
- Thiếu tướng - Anh hùng LLVTND Lê Mã Lương
- Anh hùng LLVTND Tô Vĩnh Diện
- Đại tá, Kỹ sư Nguyễn Trinh Tiếp, người chủ trì nghiên cứu thiết kế và chế tạo súng SKZ (súng không giật) thời kì đầu kháng chiến chống Pháp, giải thưởng Hồ Chí Minh. Nguyên Viện trưởng Viện Nghiên cứu Quân giới (tiền thân Viện Khoa học và Công nghệ quân sự).
- Đại tá Tống Xuân Nhuận, Anh hùng LLVTND, nguyên Giám đốc CA tỉnh Thanh Hóa, Trưởng ty An ninh Thừa Thiên Huế
- Thiếu tướng Phạm Hữu Bồng, nguyên Tư lệnh Bộ đội Biên phòng - Phó Chủ tịch thường trực Hội CCB Việt Nam
- Các nhà thơ: Xuân Sách, Minh Hiệu, Lê Tuấn Lộc
- Nhà sử học Đào Duy Anh
- Trung tướng Lê Thái Bê - nguyên Chính ủy Trường Sĩ quan Lục quân 2 (Đồng Nai)
- Thiếu tướng Trịnh Văn Noi, nguyên Phó Giám đốc Học viện Lục quân (Đà Lạt)
- Trung tướng Nguyễn Hữu Xuân - nguyên Cục trưởng Cục Tổ chức, Tổng Cục Chính trị
- Thiếu tướng, GS-TS Đồng Khắc Hưng - nguyên Phó Giám đốc Học viện Quân y
- Thượng tá (2020), GS-TS Nguyễn Văn Ba (1975), Giám đốc Trung tâm Ung bứu - Bệnh viện 103
- TS Lê Văn Tri, người được Tổ chức Kỷ lục châu Á vinh danh là nhà khoa học có nhiều sáng chế nhất châu Á về công nghệ sinh học. Ông có con trai là GS-TS Lê Anh Vinh (sn 1983), Huy chương Bạc Olympic Toán quốc tế (IMO) và Huy chương Vàng Toán châu Á - Thái Bình Dương 2001, Thủ khoa Đại học New South Wales (Australia, 2006), Tiến sĩ Toán học Đại học Harvard (Hoa Kỳ, 2010).
- GS-TSKH-NGND Nguyễn Xuân Trục, chuyên gia đầu ngành cầu đường Việt Nam, nguyên Trưởng Khoa Cầu đường, Đại học Xây dựng Hà Nội
- GS-TS Hoàng Xuân Cơ
- PGS-TSKH-KTS Nguyễn Văn Đỉnh (R). Giảng viên cao cấp, chuyên gia về nhà ở và kiến trúc xanh, Trường Đại học Xây Dựng
- Doanh nhân Nguyễn Duy Hưng, người sáng lập, Chủ tịch kiêm Tổng giám đốc Công ty CP Chứng khoán Sài Gòn (SSI)
- Ca sỹ Phương Thanh
- Các cầu thủ bóng đá: Hoàng Đình Tùng, Lê Văn Thắng, Nguyễn Văn Tùng
- Đào Duy Dếnh, nguyên Bí thư Thành ủy Hà Nội, nguyên Phó Giám đốc Trường Đảng Nguyễn Ái Quốc
- TS Nguyễn Thị Kim Thoa (ĐH Albert Ludwigs Freiburg, Đức), nguyên Vụ trưởng Vụ Pháp luật Hình sự - Hành chính, Bộ Tư pháp
- Nguyễn Văn Tuân, nguyên Chủ tịch, kiêm Tổng giám đốc Tổng Công ty VINACONEX
- Em Đồng Hải Huy (Trường THPT Nguyễn Khuyến, Bình Dương - quê xã Tượng Văn) thủ khoa toàn quốc khối B với 29.8 điểm kỳ thi tốt nghiệp THPT 2020. Ngoài ra, em còn thủ khoa toàn quốc 6 môn thi với tổng điểm là 55,9 (khối A 29,3 điểm).
- Em Mai Duy Anh Quân (Trường THPT Nông Cống 2) thủ khoa toàn quốc khối B với 29,8 điểm kỳ thi tốt nghiệp THPT 2023.